# Johann Michael Afsprung
Johann Michael Afsprung (* 21. Oktober 1748 in Ulm; † 21. März 1808 ebenda) war ein Lehrer und Publizist sowie Anhänger der Französischen Revolution und der Helvetik.

## Leben
Afsprung, Sohn eines Schlossers, verließ mit 22 Jahren seine Geburtsstadt Ulm, bildete sich als Autodidakt und wurde 1770 Hauslehrer in Wien. 1771 avancierte er zum Professor der deutschen Literatur in Sárospatak (Ungarn). Drei Jahre später musste er aufgrund seiner Publikationen aus der Habsburgermonarchie flüchten und reiste über Karlsruhe, wo er mit Friedrich Gottlieb Klopstock bekannt wurde, nach Dessau zu Johann Bernhard Basedow. Nach einem längeren Aufenthalt in Holland, dessen Verfassung und Geschichte ihn anzogen, kehrte er nach Ulm zurück. Dort knüpfte er einflussreiche Verbindungen, welche ihm eine Regierungsstelle in Ulm einbrachten, gab aber diese Stelle bald wieder auf und gründete eine Erziehungsanstalt in Heidelberg. 1791 von den Wogen der französischen Revolution, für deren Ideen er anfänglich glühte, nach St. Gallen und Lindau verschlagen und dort wieder ausgewiesen, wurde er Sekretär der schweizerischen Regierung während der Helvetik, in welcher Eigenschaft er mit der Deportation Johann Caspars Lavaters beauftragt wurde. 1799 Gefangenschaft im Hauptquartier des Generals André Masséna und anschließend Hauslehrer in Neuchâtel und St. Gallen, beendete er sein unstetes Leben als Professor der griechischen Literatur in Ulm.
Afsprung verfasste 1781 eine Streitschrift gegen das Werk De la littérature allemande von König Friedrich II. (Preußen). In seinem Werk Reise durch einige Cantone der Eidgenossenschaft (1784, Neudruck 1990) kommt seine Wertschätzung der Landsgemeindekantone der Schweiz, d. h. einer direkten demokratischen Regierung zum Ausdruck. In diesem Sinne kritisierte er die oligarchische Verfassung der Freien Reichsstädte (Freie Reichsstadt) und regte aufklärerische wie demokratische Reformen an. Für eine demokratische Verfassung der Helvetik trat er in drei Flugschriften 1800 ein.

## Veröffentlichungen
- Patriotische Vorstellung an seine liebe Obrigkeit, die Notwendigkeit einer Schulenverbesserung betreffend. Amsterdam 1776 (Volltext).
- Bemerkungen über die Abhandlung von der teutschen Litteratur. Eichenberg, Frankfurt am Main 1781 (Volltext).
- Reise durch einige Cantone der Eidgenossenschaft. Weidmanns Erben und Reich, Leipzig 1784 (Neudruck, hrsg. von Thomas Höhle. Koehler & Amelang, Leipzig 1990, ISBN 3-7338-0054-0).
- Über die vereinigten Niederlande. In Briefen an Fräulein von ...***. Wohler, Ulm 1787 (Volltext).
- Über Kunstrichter und Kritikanten. Wohler, Ulm 1789.
- Der gute Junker oder Nachrichten von den Einrichtungen des Baron Biderb in der Herrschaft Freudenthal. Ulm 1795.